# Indice (typographie)
Pour les articles homonymes, voir indice.
| AbCd                                    |
| --------------------------------------- |
| Se lit « A indice b » et « C indice d » |

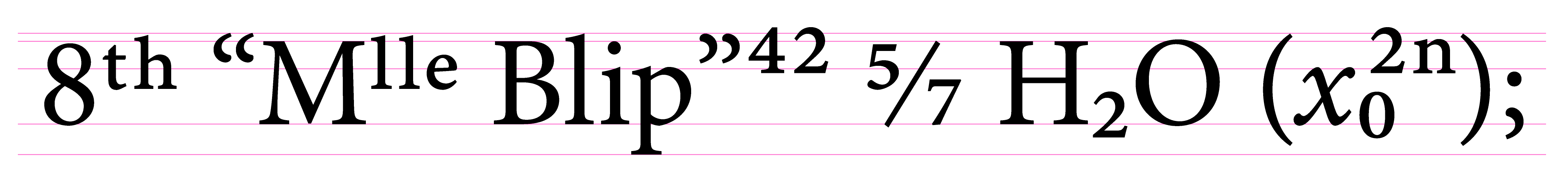
Exemples d'alignement vertical, de diverses utilisations de l'indice et de l'exposant. La police est Minion Pro. La formule semble être mathématique ou physique, mais peut-être absurde.

En typographie, on appelle indice ou lettre inférieure toute notation typographique inférieure de moindre corps placé à droite d'un autre caractère (symétrique de l'exposant).
- En typographie traditionnelle (composition plomb), la mise en indice nécessitait généralement un parangonnage.
- En HTML, un texte en indice est obtenu en le plaçant entre les balises <sub> et </sub>.
- Unicode définit les caractères en indice tels que ₀ ₁ ₂ ₃ ₄ ₅ ₆ ₇ ₈ ₉ ₊ ₋ ₌ ₍ ₎ ₐ  ₑ ₒ ₓ ₔ (&#8320; à &#8340;).
- Dans le mode mathématique de TeX (tel qu’utilisé dans MediaWiki), les indices sont codés par un tiret bas « _ », le code X_a produit {\displaystyle X_{a}}.

## Notation en chimie
Dans la formule chimique brute d'un composé, un nombre placé en indice du symbole d'un élément chimique indique la quantité d'atomes de cet élément présents dans la molécule. Par exemple, la formule chimique de l'eau est H2O (on lit « H deux O »). Le 2 indique que la molécule d'eau contient deux atomes d'hydrogène, représentés par la lettre H. L'indice est omis quand la molécule ne contient qu'un seul atome de l'espèce en question : dans l'exemple précédent, le O sans indice spécifie que la molécule contient aussi un unique atome d'oxygène.